# Вороновский, Геннадий Кириллович
Генна́дий Кири́ллович Вороно́вский (1 июля 1944, Волково, Каменский район, Свердловская область — 28 мая 2010) — украинский государственный и промышленный деятель, Герой Украины (2007).
Доктор технических наук, профессор. Академик Украинской Академии наук, заведовал кафедрой электрических станций НТУ «ХПИ». Автор 115 научных работ, среди которых 11 научных монографий и 9 изобретений. Член Научно-технического союза энергетиков и электротехников Украины с 1979 года.

## Биография
Родился 1 июля 1944 года в с. Волково Каменского района Свердловской области (ныне в составе г. Каменска-Уральского).
Депутат Одесского областного совета народных депутатов в 1985—1987 годах.
Депутат Харьковского областного совета народных депутатов в 1994—2006 годах.
Умер 28 мая 2010 года. Похоронен в Харьковском районе Харьковской области.

### Образование
- Днепропетровский металлургический институт (1978);
- Ленинградский инженерно-экономический институт (1982);
- Академию народного хозяйства при Совете министров (1989);
- Харьковскую государственную академию городского хозяйства (1995).

### Деятельность
- С августа 1961 по июнь 1984 работал на Приднепровской ГРЭС ПЭО «Днепрэнерго», прошел путь от ученика слесаря до должности главного инженера.
- С июня 1984 по май 1985 — главный инженер ПЭО «Одессаэнерго»; с мая 1985 по август 1987 — генеральный директор ПЭО «Одессаэнерго».
- С августа 1989 по апрель 1991 — первый заместитель начальника Главного производственного управления «Главэнерго» Министерства энергетики и электрификации.
- С апреля 1991 по декабрь 1996 — директор Харьковской ТЭЦ-5.
- С декабря 1996 по июль 1997 — глава правления − директор ГАЭК «Харьковоблэнерго».
- С июля 1997 по май 2003 — директор ДП «Харьковская ТЭЦ-5».
- С мая 2003 по 2008 — председатель правления ОАО «Харьковская ТЭЦ-5».[1]

## Награды и звания
- Герой Украины (21.08.2007 — за выдающиеся личные заслуги в развитии отечественной теплоэнергетики, внедрение новейших технологий, многолетнюю плодотворную научную деятельность).
- Награждён орденом «За заслуги» III степени[2].
- Заслуженный энергетик Украины и Заслуженный энергетик СНГ.
- Почетная грамота Кабинета Министров Украины (2008).